# Romain (typographie)
Pour les articles homonymes, voir Romain.

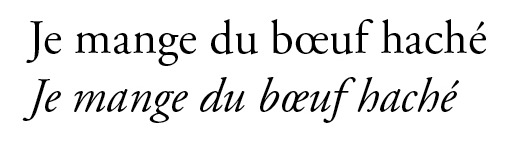
Texte en Garamond Adobe romain et italique.

Le romain (ou écriture romaine) est un style typographique dont les caractères sont généralement droits. Il s’oppose à la typographie en italique dont les caractères sont plus cursifs et typiquement incliné vers la droite
L'écriture typographique romaine date des années 1465, lorsque l'imprimerie arrive en Italie. Les Italiens, n'employant pas de caractères gothiques, créèrent des polices de caractères inspirées de leur écriture manuscrite humanistique. 
Les premiers caractères furent réalisés au monastère de Subiaco, près de Rome, ville dont ils prirent le nom.